# Der naturen bloeme (Brussels handschrift)

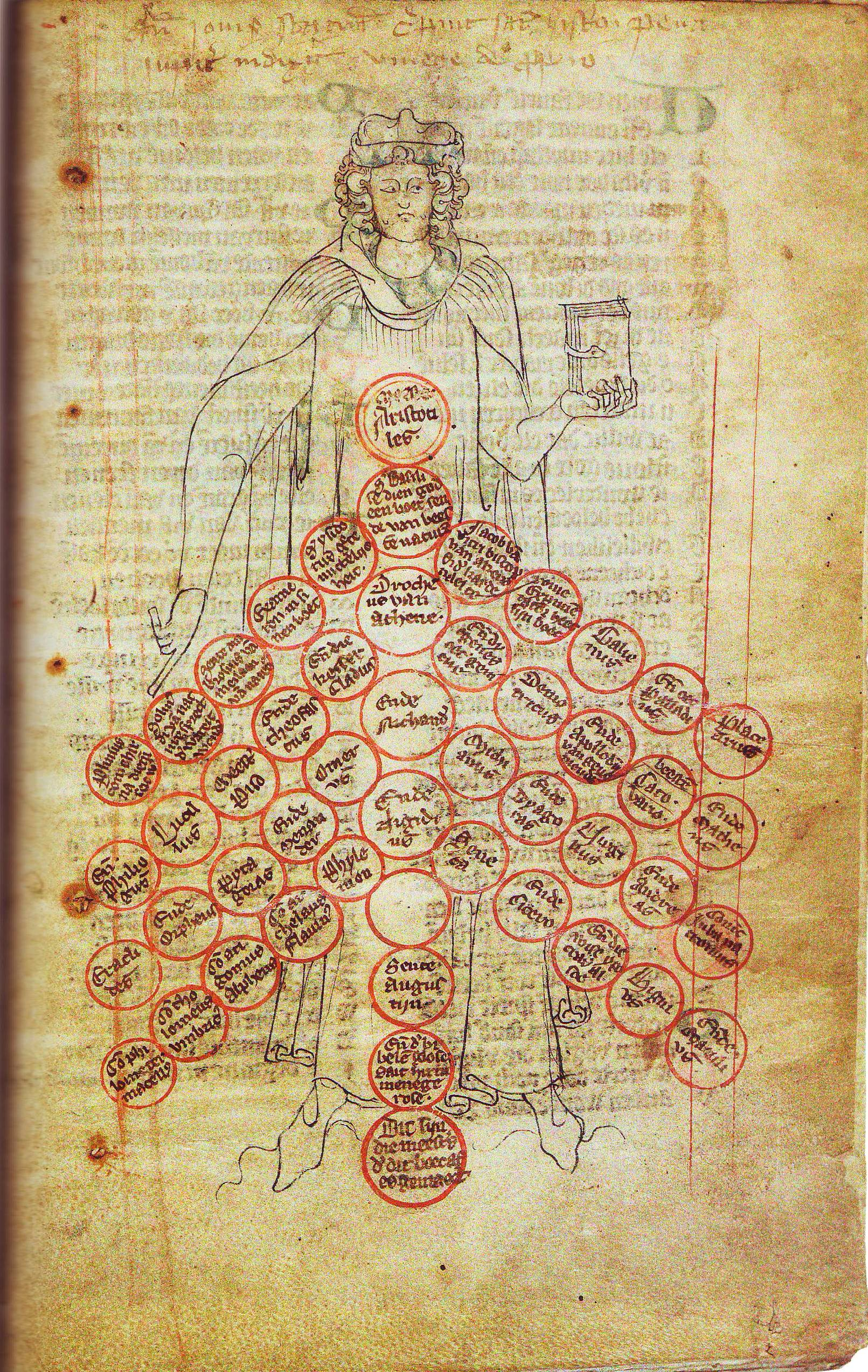
Der naturen bloeme, Brussel KB 19546 f2r

Der naturen bloeme is een verlucht handschrift met de Middelnederlandse tekst van het werk van Jacob van Maerlant. Het werk is een 13e-eeuwse encyclopedie over alles wat in de natuur te vinden is, gebaseerd op het werk Liber de natura rerum van Thomas van Cantimpré. Het Brussels handschrift is, op het Detmolds handschrift na, de oudste volledige kopie die van het werk bewaard is gebleven. Ook de Münchense fragmenten in de Bayerische Staatsbibliothek (Cod. germ. 5249/79) zijn iets ouder. Het handschrift zou in 1310 al in het bezit geweest zijn van Floris Berthout te Mechelen. Het wordt bewaard in de Koninklijke Bibliotheek van België te Brussel met als signatuur Hs. 19546.

## Beschrijving
Het handschrift bestaat uit 109 perkamenten folia van 237 bij 155 mm. De bladspiegel is 185 bij 105 mm groot. De tekst is geschreven in twee kolommen van 40 regels per bladzijde.
De hoofdletters zijn in een aparte kolom geschreven en zijn afwisselend rood en blauw. De sierinitialen, ook in het rood en het blauw zijn 5 à 10 regels hoog en lopen in de marge uit in penwerk.
Op folium 2 recto vindt men een verwantschapstabel in de vorm van de figuur van Aristoteles die een hele boom van rode cirkels draagt waarin de namen van de meesters zijn genoteerd op wie Maerlant zich heeft gebaseerd bij het opstellen van zijn werk. Voor het overige

## Geschiedenis
Jan-Frans Willems kocht in 1825 een handschrift dat tot dan toe bewaard was gebleven in de Sint-Bernardusabdij in Hemiksem. Het was een verzamelhandschrift waarin drie teksten samen waren gebonden namelijk:
- een Rijmbijbel van Jacob van Maerlant (nu KBR, ms. 19545);
- Die Rose, een Middelnederlandse bewerking van de Roman de la Rose, de ingekorte Roman van Cassamus en het begin van het spotdicht De frenesie (nu bewaard in Den Haag, KB, ms. KA24);
- Der naturen bloeme van Jacob van Maerlant (nu KBR, ms. 19546).

Willems liet de handschriften splitsen. Het handschrift met Die Rose werd door Willems doorverkocht en kwam in Nederland terecht, de andere twee werden bij de veiling van de bibliotheek van Willems in 1846 voor 1000 fr gekocht door de Bourgondische Bibliotheek in Brussel, en kwamen zo uiteindelijk in de KBR terecht. Het handschrift bevatte ook nog een kalender (ff.107r-108v) verwijzend naar het bisdom Luik die waarschijnlijk omstreeks 1325 aan de Rijmbijbel werd toegevoegd. Bij de verdeling werd die bij Der naturen bloeme gevoegd.
Godfried Croenen meent dat de drie handschriften vanaf 1310 in het bezit waren van Floris Berthout, heer van Mechelen, en na diens dood terecht kwamen in de Sint-Bernardusabdij van Hemiksem, waarmee de Berthouts een zeer goede relatie onderhielden. Kort voor zijn dood stelde Floris Berthout de abt van Sint-Bernardus aan als executeur-testamentair.